# Karl Georg Zschaetzsch
Karl Georg Zschaetzsch (* 18. Juni 1870 in Crossen an der Oder, Preußen; † 17. Januar 1946 in Berlin) war ein deutscher Autor, Ariosoph und nationalsozialistischer Rassenideologe.
Seine Hauptwerke, die im Berliner Arier-Verlag erschienenen Publikationen Herkunft und Geschichte des arischen Stammes (1920) und Atlantis, die Urheimat der Arier (1922), wurden im Deutschland der Zwischenkriegszeit Bestseller, wobei das 1922 erschienene Buch nur eine Kurzfassung seines 1920 verfassten Hauptwerkes war.

## Atlantis, die Urheimat der Arier

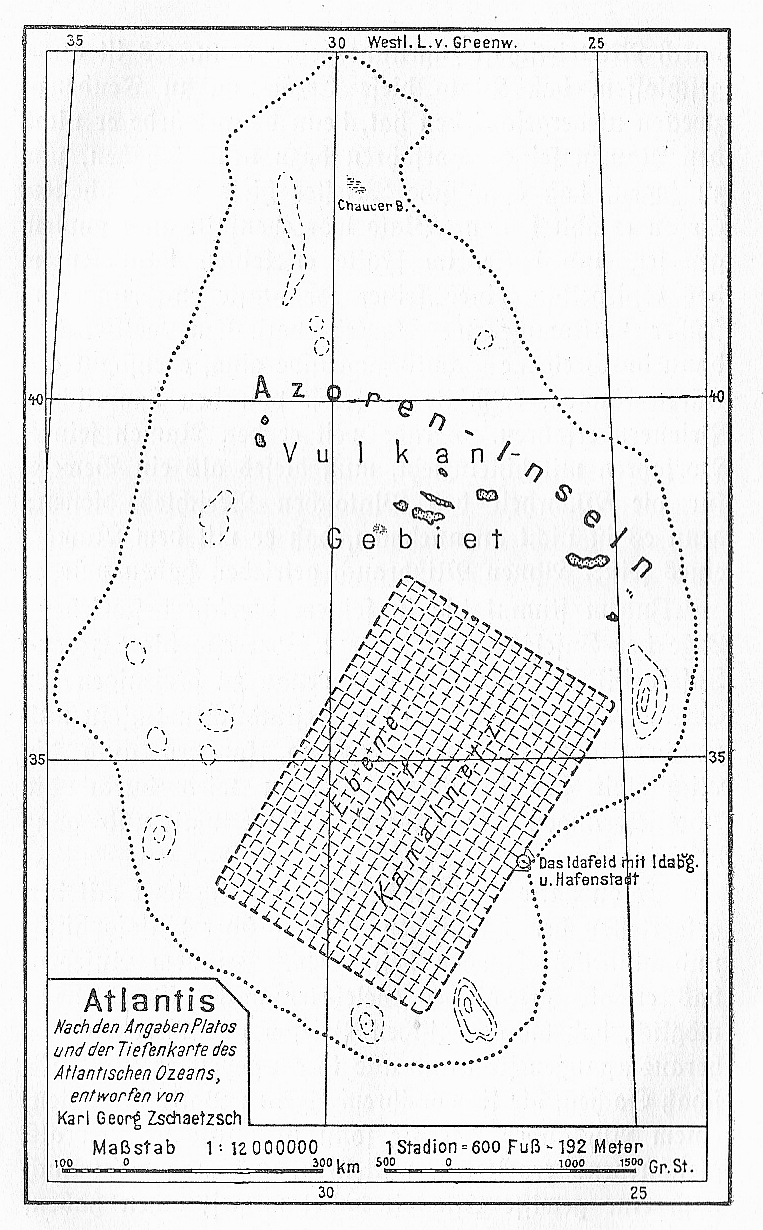
Karl Georg Zschaetzsch lokalisierte Atlantis 1920/22 bei den Azoren und identifizierte seine Hauptstadt mit der germanischen Überlieferung von der Idaburg sowie ihr bewässertes Hinterland als Idafeld

Darin entwickelte er eine phantastische Ur- und Frühgeschichte, der zufolge es vor der Sintflut, die Atlantis schließlich verschlang, bereits einen durch Dürre verursachten Sinthunger, einen Sintsturm und einen durch Kometeneinschlag verursachten Sintbrand (vgl. Ekpyrosis) gegeben habe. Abgesehen von den „Negern“, die durch den Sintbrand geschwärzt worden seien, hätten nur drei Ur-Arier überlebt: ein greiser Pflegevater (Wodan), ein neugeborener Knabe (Thor) und seine Schwester (Freya), die erst dessen Pflegemutter und dann seine Gattin wurde, und von der alle späteren Arier abstammten. Diese drei seien dann in der biblischen Überlieferung zu Gottvater, Adam und Eva geworden. Die von ihnen abstammenden Arier hätten von Atlantis aus die Welt unterworfen und weltweit Siedlungskolonien gegründet. Überall dort, wo sich die arischen Siedler mit nichtarischen Eingeborenen vermischten, seien Hochkulturen entstanden, so beispielsweise in Ägypten, Mesopotamien, Alt-Athen, Peru usw. Allerdings seien diese Kulturen gerade durch die weiter getriebene Rassenvermischung auch wieder zugrunde gegangen.
Auf der atlantischen Heimatinsel selbst seien die Arier durch eingewanderte Nichtarier nach erbitterten Kämpfen verdrängt und schließlich zur Auswanderung nach Nordeuropa gezwungen worden. Die nichtarischen Neu-Atlanter hätten danach auch den Mittelmeerraum, Alt-Athen und Ägypten angegriffen, seien aber von den Alt-Athenern vernichtend geschlagen worden.
Von Nordeuropa hätten sich die letzten „reinen“ Arier dann über Germanien und das osteuropäische Baltikum bis nach Südeuropa, Afrika und Asien ausgebreitet, wo sie sich immer weiter vermischten. So sollten auch die ursprünglichen Hellenen von den Ariern abstammen, Zschaetzschs eigener Name stelle eine arische Urform des griechischen Namens Zeus dar.
Für sein Theoriegebilde vereinnahmte Zschaetzsch nicht nur die griechischen Göttermythen, sondern auch die gesamte jüdisch-biblische Tradition, altamerikanische Überlieferungen und die meisten vorchristlichen heidnischen Kulte und Feste, die er allesamt als missverstandene bzw. entstellte Versionen einer vermeintlichen atlantischen Vorgeschichte interpretierte.

## Nachwirkungen
Zschaetzschs Atlantis-Buch war eines der extremsten Beispiele eines groteske Blüten treibenden rassistischen Zeitgeistes, in welchem Kontext z. B. auch die zeitweilige Atlantissuche des SS-Führers Heinrich Himmler einzuordnen ist. Zschaetzsch veröffentlichte im Arier-Verlag noch weitere rassistische Schriften, die häufig mit ähnlich absurden Inhalten aufwarteten oder auf solchen Konstrukten beruhten, so beispielsweise seine 1934 in dem Buch Uralte Sippen- und Familiennamen veröffentlichten namenskundlichen Annahmen. Nachdem 1937 die vierte, überarbeitete Auflage von Atlantis, Urheimat erschienen war, verloren sich seine Spuren.
Der Magistrat von Berlin stufte Zschaetzsch als NS-Sippenforscher ein bzw. zählte ihn zu den Autoren, deren gesamte Produktion endgültig zu entfernen ist und setzte seine Werke 1946 auf die Liste der auszusondernden Literatur. Das hat freilich nicht verhindert, dass seine Literatur – und ähnliche Schriften anderer vergleichbarer Autoren, wie etwa Heinrich Pudor, Herman Wirth und Siegfried Kadner – noch heute in rechtsextremen Kreisen positiv rezipiert werden und als identitätsstiftendes, pseudohistorisches Element Verwendung finden.